# Lichtensteinia
 Lichtensteinia je  rod trajnica iz porodice štitarki smješten u vlastiti tribus Lichtensteinieae. Postoji sedam priznatih vrsta na jugu Afrike, uglavnom u provinciji Western Cape.
Dvije vrste vode se kao rijetke, a ostale imaju status LC.

## Vrste
1. Lichtensteinia crassijuga E.Mey. ex Sond., rijetka
2. Lichtensteinia globosa B.-E.van Wyk & Tilney, rijetka
3. Lichtensteinia interrupta (Thunb.) E.Mey. ex Sond.
4. Lichtensteinia lacera Cham. & Schltdl.
5. Lichtensteinia latifolia Eckl. & Zeyh.
6. Lichtensteinia obscura (Spreng.) Koso-Pol.
7. Lichtensteinia trifida Cham. & Schltdl.